# Ouillon
Ouillon é uma comuna francesa na região administrativa da Nova Aquitânia, no departamento dos Pirenéus Atlânticos. Estende-se por uma área de 6,44 km². Em 2010 a comuna tinha 558 habitantes (densidade: 86,6 hab./km²).